# Mariya Itkina
Mariya Itkina (Unión Soviética, 3 de febrero de 1932-Bielorrusia, 1 de diciembre de 2020) fue una atleta soviética especializada en la prueba de 400 m, en la que consiguió ser campeona europea en 1962.

## Carrera deportiva
En el Campeonato Europeo de Atletismo de 1962 ganó la medalla de oro en los 400 metros, con un tiempo de 53.7 segundos que fue récord de los campeonatos, llegando a meta por delante de la soviética Yekaterina Parlyuk y la británica Molly Hiscox.
Cuatro años después, en el Campeonato Europeo de Atletismo de 1962 volvió a ganar la medalla de oro en la misma prueba, con un tiempo de 53.4 segundos que fue récord de los campeonatos, llegando a meta por delante de la británica Joy Grieveson y la neerlandesa Tilly van der Zwaard (bronce con 54.4 segundos)